# Grote Markt 39 (Groningen)
De Drie Gezusters is een monumentaal pand aan de Grote Markt in Groningen. Oorspronkelijk is het waarschijnlijk een steenhuis van het geslacht Gelkinge.
Achter de monumentale voorgevel, die uit de achttiende eeuw stamt, gaat een van de oudste huizen aan de Grote Markt schuil. Het oudste deel, het voorhuis, stamt uit het eerste deel van de dertiende eeuw. Achter dit voorhuis staan meerdere achterhuizen, Gelkingestraat 2, uit de 14e eeuw, Gelkingestraat 4 uit de 15e/16e eeuw en Gelkingestraat 6 uit de 16e eeuw. Het vormt onderdeel van het gelijknamige bedrijf Drie Gezusters, dat ook de aangrenzende gebouwen aan oostzijde omvat.

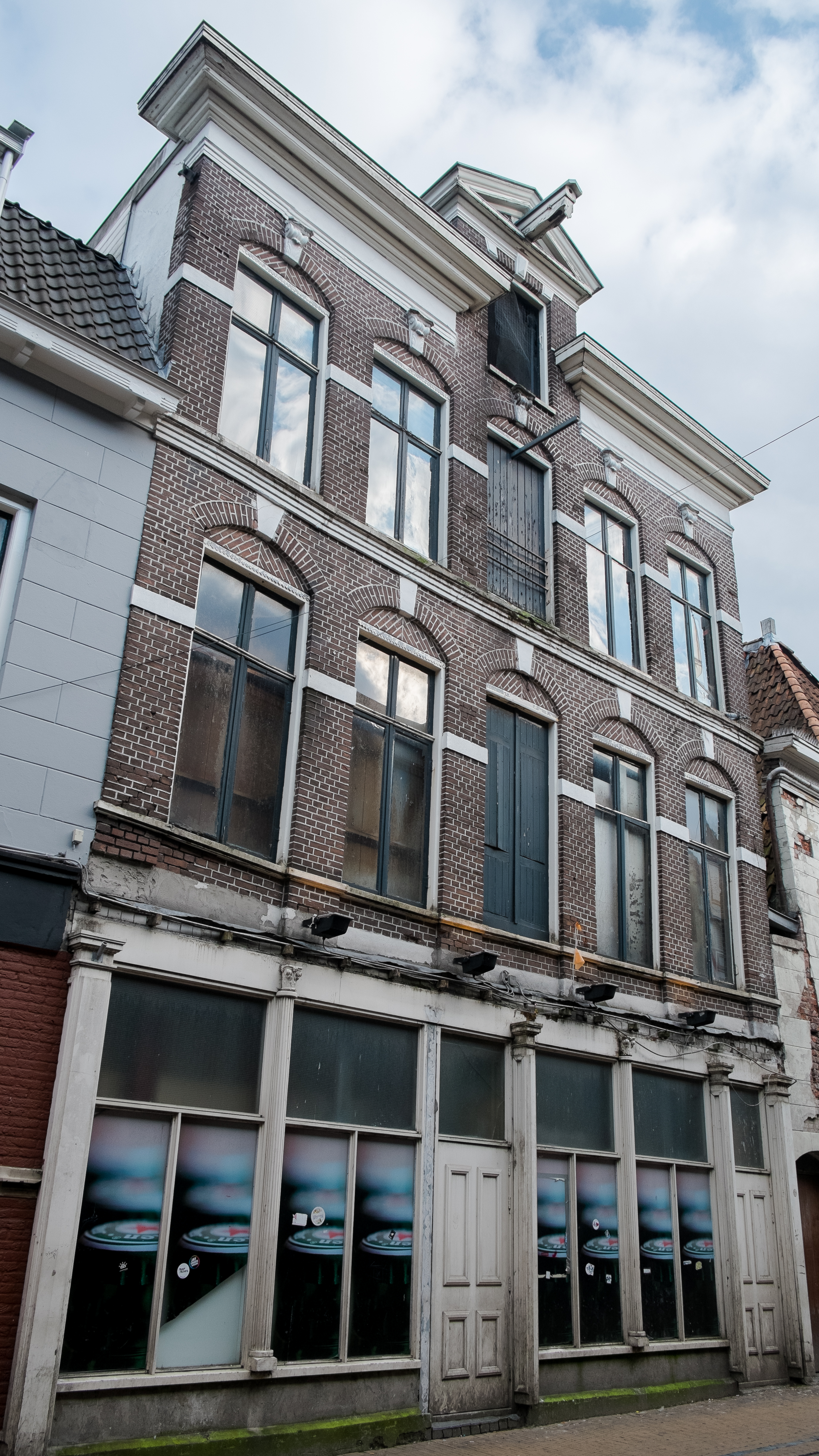
Pand Gelkingestraat 6